# Gisenyi (vattendrag i Burundi, Ruyigi, lat -3,28, long 30,32)
Gisenyi är ett vattendrag i Burundi.   Det ligger i provinsen Ruyigi, i den centrala delen av landet, 110 kilometer öster om huvudstaden Bujumbura.
I omgivningarna runt Gisenyi växer huvudsakligen savannskog. Runt Gisenyi är det ganska tätbefolkat, med 144 invånare per kvadratkilometer.